# ایاکووس کامبانلیس
ایاکووس کامبانلیس (یونانی: Ιάκωβος Καμπανέλλης؛ ۲ دسامبر ۱۹۲۱–۲۹ مارس ۲۰۱۱) شاعر یونانی، نمایشنامه نویس، فیلم نامه نویس، متن ترانه و رمان‌نویس یونانی بود.

## زندگی‌نامه
کامبانلیس متولد ۲ دسامبر سال ۱۹۲۱ در هورا در جزیره نکسوس، کامبانلیس یکی از برجسته‌ترین نمایشنامه نویسان یونان در قرن بیستم است و به عنوان پدر تئاتر مدرن یونان تلقی می‌شود. او به عنوان یک بازمانده از اردوگاه کار اجباری ماوتهاوزن-گوزن، اشعار "سه گانهٔ ماوتهاوزن " را با همراهی موسیقی میکیس تئودوراکیس نوشت. وی همچنین خاطراتی را به نام ماوتهاوزن برای توصیف تجربیات خود از اردوگاه کار اجباری به رشتهٔ تحریر درآورد. او حداقل خالق ۱۲ فیلمنامه است و سه فیلمنامه را خودش کارگردانی کرده. علاوه بر این، کامبانلیس به عنوان یک ترانه‌سرای مشهور، اشعار بیش از ۱۰۰ آهنگ مشهور یونانی را سروده‌است. او از سال ۱۹۸۱ تا ۱۹۸۷ مدیر رادیوی ملی یونان (ERT) بود و در سال ۲۰۰۰ به عضویت افتخاری آکادمی آتن انتخاب شد. در همان سال، رئیس‌جمهور یونان، مدال نظم ققنوس را به کامبانلیس اعطا کرد. او به علت عوارض نارسایی طولانی مدت کلیه در ۴ فوریه ۲۰۱۱ به بیمارستان منتقل شد. وی در ۲۹ مارس ۲۰۱۱، نه روز پس از مرگ همسرش، در اثر نارسایی کلیه درگذشت.

## نمایشنامه
| سال       | انتقال                         | عنوان                                                | انجام شده در                    |
| --------- | ------------------------------ | ---------------------------------------------------- | ------------------------------- |
| ۱۹۵۰      | Choros pano sta stachya        | Χορός این στάδιοα رقص بر روی نوازش                   | شرکت آداماندیوس لموس            |
| ۱۹۵۵–۵۶   | Evdomi mera tis dimourgias     | سالنامه هفتمین روز آفرینش                            | تئاتر ملی، مرحله ۲              |
| ۱۹۵۷      | Aftos kai to panteloni Tou     | Αυτός και το παντελونی از او و شلوار او              | Vassilis Diamantopoulos         |
| ۱۹۵۷      | من کورفی زوی تو وارن میتی      | "ایالات متحده آمریکا {{سخ}} زندگی مخفی وارن میتی     | Vassilis Diamantopoulos         |
| ۱۹۵۷–۵۸   | من اولی تون توماتون            | اتومبیل‌های موجود حیاط معجزات                         | تئاتر هنر                       |
| ۱۹۵۸–۵۹   | I ilikia tis nihtas            | Η ηλικία της νύχτας عصر شب                           | تئاتر هنر                       |
| ۱۹۵۹      | ای گوریله برای من اورتانسیا    | Ο Γορίλας και η Ελλάδα گوریل و Hydrangea             | شرکت تئاتر السا وراقی           |
| ۶۰–۱۹۶۰   | Paromaythi choris onoma        | Παραμύθι باقی نام افسانه بدون نام                    | تئاتر جدید واسلیس دیامانتوپولوس |
| ۱۹۶۳–۶۴   | گیتونیا تن آنجلون              | Γειτονιάهای αγγέλων محله فرشتگان                     | شرکت کارزیس                     |
| ۱۹۶۶–۶۷   | Viva Aspasia                   | بیتβα اسپانیا "زنده باد آسپاسیا"                     | شرکت کارزیس                     |
| ۱۹۶۶–۶۷   | ادیسه gyrise spiti             | Οδυσσέα دورρισε خانه اولیس، بیا خانه                 | تئاتر هنر                       |
| ۱۹۷۰–۷۱   | Apikia ton timorimenon         | Αποικία از τιμωρημένη مستعمره مجازات شده             | تئاتر تجربی ماریتا ریالدی       |
| ۱۹۷۱–۷۲   | آسپاسیا                        | اسپانیا آسپاسیا                                      | شرکت کرزی-کازاکوس               |
| ۱۹۷۲–۷۳   | به megalo mas tsirko           | Το μεγάλο μας τσίρκο سیرک بزرگ ما                    | شرکت کرزی-کازاکوس               |
| ۱۹۷۴      | به کوکی کای به revythi         | Το κουκί και το ρεβύθι نخود و باقلا                  | شرکت کرزی-کازاکوس               |
| ۱۹۷۵      | ای آتروس لائوس                 | Ο εχθρός λαός Rival People                           | شرکت کرزی-کازاکوس               |
| ۱۹۷۶–۷۷   | Prossopa yia violi ke orhistra | مشارکت برای βιολί و ορχήστρα شخصیت‌های ویولن و ارکستر | تئاتر هنر                       |
| ۱۹۷۸–۱۹۷۸ | Ta tessera podia tou trapeziou | Τα τέσσερα πόδια του τραπεζιού چهار پا جدول          | تئاتر هنر                       |
| ۱۹۸۱      | ای بابا o polemos              | Ο μπαμπάς ο πόλεμος بابا جنگ                         | تئاتر هنر                       |
| ۱۹۸۸      | ای آئوراتوس تیاسوس             | Ο αόρατος Θίασος گروه نامرئی                         | تئاتر ملی                       |

- استلا به کارگردانی مایکل کاکویانیس
- درآکولا (غول آتن) به کارگردانی نیکوس کوندوروس
- محاصره پرسفونه به کارگردانی گریگوریس گریکوریو
- توپ و بلبل به کارگردانی خودش و یورقوس کامبانلیس

بسیاری از نمایشنامه‌های وی به چندین زبان ترجمه شده و در کشورهایی در سراسر جهان اجرا می‌شود، به عنوان مثال در اتریش، بلغارستان، ایران، انگلیس، آلمان، مجارستان، رومانی، آمریکا، روسیه، چین، نروژ و سوئد. نمایشنامه‌های او که در ایران توسط رضا شیرمرز، نمایشنامه نویس، مترجم، نویسنده و پژوهشگر ترجمه شده‌است، در مدت زمان کوتاهی چندین بار بازنشر شده‌است.
او همچنین به عنوان روزنامه‌نگار در روزنامه‌های کار کرد. وی عضو کانون نویسندگان تئاتر یونان نیز بود.